# Clint Houston
Clinton Joseph Houston (New Orleans, 24 juni 1946 – New York, 6 juni 2000) was een Amerikaanse jazzcontrabassist en componist.

## Biografie
Houston was afkomstig uit een muzikale familie, groeide op in Washington D.C. en vanaf 1953 in New York, waar hij aanvankelijk pianolessen kreeg, voordat hij op de middelbare school overstapte naar de contrabas. Hij trad op met zijn eigen band en speelde met zijn vrienden George Cables, Lenny White, Charles Sullivan en Billy Cobham in jamsessies, voordat hij kunst en architectuur en vervolgens muziek studeerde aan het Queens College. Van 1964 tot 1966 volgde hij privélessen bij Ron Carter. Daarna behoorde hij met Cables en White tot de huisband in de Slug's Saloon en trad hij op met muzikanten als Julian Priester, Curtis Fuller, Jimmy Owens, Joe Newman en Freddie Hubbard.
Vanaf 1969 speelde hij bij Nina Simone en Roy Haynes en vormde hij met Dave Liebman en Richie Beirach de formatie Free Life Communications, voordat hij in 1971 bij de band van Roy Ayers kwam. Hiermee speelde hij op het Montreux Jazz Festival en was hij betrokken bij de opname van het album Red, Green and Black. Hij woonde kort in Duitsland, waar hij in 1972 voor Kurt Edelhagen werkte.
Hij speelde vervolgens tot 1975 met Charles Tolliver, met wie hij ook in Japan optrad, voordat hij tot 1977 lid werd van de band van Stan Getz in Californië (te horen op The Best of Both Worlds en Getz/Gilberto '76) en hij ook samenwerkte met Kai Winding. In 1977 keerde hij terug naar New York, waar hij tot 1979 speelde met Woody Shaw (Sunshowers), maar ook met Joanne Brackeen, met wie hij tot 1986 verbonden bleef.
Vanaf 1989 werkte Houston enkele jaren voor Louis Hayes, maar trad ook op met McCoy Tyner en George Coleman. Hij nam ook op met Onaje Allan Gumbs, Pepper Adams, Slide Hampton, Roland Hanna, Gary Bartz, John Hicks, Hamiet Bluiett, John Stubblefield, Frank Foster, John Scofield en vele anderen.

## Overlijden
Clint Houston overleed in juni 2000 op bijna 54-jarige leeftijd.

## Discografie
- 1978: Watership Down (Storyville Records met Joanne Brackeen)
- 1979: Inside the Plain of the Elliptic (Timeless Records)